# اوتو لاسانن
اوتو لاسانن (فنلاندی: Otto Lasanen; ۱۴ آوریل ۱۸۹۱ – ۲۵ ژوئیهٔ ۱۹۵۸) کشتی‌گیر اهل فنلاند بود.
وی در مسابقات کشوری و بین‌المللی در مجموع برندهٔ ۱ مدال برنز شده‌است.